# Новая Надежда (Ростовская область)
Новая Надежда — хутор в Куйбышевском районе Ростовской области. Входит в состав Кринично-Лугского сельского поселения.

## География
Расположен у границы с Украиной в 80 км к северо-западу от Ростова-на-Дону.

## История хутора

### XX век
После революции 1905 года генерал А. Д. Мартынов заложил свои земли в Новочеркасский государственный банк. С 1906 по 1910 год в результате аграрной реформы, проведённой по инициативе Председателя Совета Министров П. А. Столыпина, эти земли получили крестьяне. Земли приобретались за деньги, которые выдавались в кредит Крестьянским банком. На бывшей помещичьей земле образовались отрубные участки: 4,6, 8, 9, 10, 11, 12, 13, населённые крестьянами из слободы Голодаевка и села Дьяково. Каждая семья получала по 12 десятин земли (1 десятина=1,09 га).
В «Алфавитном списка населённых мест области войска Донского» (Новочеркасск, 1915) населённый пункт с названием «Новая Надежда» присутствует за порядковым номером 2967 стр. 387
Школа на хуторе (На месте 10-го и 11-го отрубных участков) появилась в 1915 году. В мае 1918 года запад области был оккупирован немецкими войсками. В 1920-е годы 10-й и 11-й отрубные участки представляли собой дома, расположенные по одной стороне улицы. Огороды спускались к речке Ясиновка. Напротив домов располагались земли, которые принадлежали крестьянам.
Неурожай 1921 года вызвал голод в 1922 году. На территории 10-го отрубного участка расположился сельский совет. Здесь была и школа. Постепенно сюда переезжали люди с других отрубных участков. Открылась почта, клуб. По данным первой советской переписи 1923 года на 10-м отрубном участке проживало 155 человек, на 11-м отрубном участке 122 человека. В селе стали делать черепицу, дома стали перекрываться черепицей. Но преобладал ручной труд. Сельхозтехнику могли купить только в складчину. В 1927 году купили трактор. В 1928 году 13 крестьянских хозяйств организовали СОЗ (совместная обработка земли), куда вошли не только местные крестьяне, но и 3 хозяйства из Голодаевки. В 1929 году СОЗ «Волна революции» обрабатывали землю тракторами и лошадьми.
В 1930 году СОЗ преобразовали в колхоз «13-я годовщина Октября». Одновременно проводилось раскулачивание крестьян. Их имущество стало собственностью колхоза. Постепенно все жители села стали колхозниками. Со времён образования колхоза жизнь крестьян стала неразрывно связана с колхозом. В 1937 году в колхозе было две автомашины (ЗИЛ и полуторка) и несколько тракторов. К началу 1940-х годов жизнь и быт налаживался. В селе открыли семилетнюю школу. Мирный труд был прерван нападением фашистов на нашу страну. Было объявлено военное положение и издан Указ Президиума Верховного Совета РСФСР о мобилизации мужчин с 1905 по 1918 годы рождения. Во время Великой Отечественной войны село, которое возникло на месте 10-го и 11-го отрубных участков, стало называться «Новой Надеждой».
1 ноября 1941 года немцы захватили село. Целый месяц жители провели в оккупации. Но в начале декабря фашисты отступили, эвакуировав всё население в Куйбышево, а мужчин и подростков в Дмитровку. Летом 1942 года наши части стали отступать, а всех жителей эвакуировали в сёла Миллерово, Денисово-Алексеевку, Антоновку. В 1943 году наши войска перешли в наступление. 32-я дивизия с боями вошла в Новую Надежду. 18 февраля 1943 года село было освобождено. Но местность ещё несколько месяцев оставалась прифронтовой. Здесь было расположено несколько госпиталей. Сюда привозили раненых и здесь хоронили погибших на Миус-фронте. Более 600 человек покоится на братском кладбище, расположенном у въезда в село Новая Надежда. 170 жителей села не вернулись с войны. В районную МТС поступило 9 гусеничных и 8 колёсных тракторов.
Весной 1944 года часть полей засеяли с помощью тракторов. В 1944 году были организованы занятия в начальной школе. Стал работать медпункт. Неподалёку расположились ясли. В 1950-х годах был построен клуб. Колхоз приобрёл духовые инструменты. В центре села находилась Ясиновская семилетняя школа.
В 1965 году было закончено строительство нового здания школы, здесь стали обучаться учащиеся из сёл Каменно-Тузловки, Калмыково, Кумшатское, расположенных на расстоянии более 10 километров от Новой Надежды. Для этих детей в здании старой школы был открыт интернат. Учащиеся жили всю неделю в интернате, на выходные их отвозили домой. В 1966 году было построено специальное здание для сельского совета, почты и сберкассы. В 1960-х годах в селе началось бурное строительство жилья колхозникам. На месте старых, саманных, а иногда и рядом с ними возводились высокие современные дома из кирпича. Особенно улучшилось положение села в связи со строительством дороги с твёрдым покрытием. В 1968 году было организовано строительство первого в истории села тротуара. Было начато строительство дороги из камня, который добывали в балке на хуторе Воздвиженском. Песок привозили из Каменно-Тузловки. Сначала была проложена дорога к районному центру, к селу Куйбышево.
В 1970-х годах много жилых домов строил колхоз «Украина». Всем молодым семьям в колхозе давали квартиры. В начале 1970-х годов был построен водопровод, воду для которого брали из артезианской впадины на территории бывшего 12-го отрубного участка. В 1988 году в село пришёл природный газ. За 10 лет газифицировали всё село.

### XXI век
В 2003 году было образовано Кринично-Лугское сельское поселение с административным центром в хуторе Кринично-Лугский.
В 2004 году Кринично-Лугское сельское поселение было создано на территории трех сельских администраций местного самоуправления: Кринично-Лугская САМС, Ясиновская САМС, Миллеровская САМС.

### История Номерных хуторов (Отрубных участков) в районе хутора Новая Надежда
В Ясиновском сельском совете (село Новая Надежда) были следующие номерные хутора (Итоги переписи 1926 года):
- Хутор № 3 — (Отрубной участок № 3) — Общ. кол. хозяйств — 16, Мужчин — 31, Женщин — 40, Обоего пола — 71.
- Хутор № 4, Хутор № 5, Хутор № 6 — (Отрубной участок № 4, 5, 6) — Общ. кол. хозяйств — 45, Мужчин — 123, Женщин — 134, Обоего пола — 257.
- Хутор № 7, Хутор № 8, Хутор № 9 — (Отрубной участок № 7, 8, 9 — Общ. кол. хозяйств — 55, Мужчин — 143, Женщин — 153, Обоего пола — 296.
- Хутор № 10, Хутор № 11 (Отрубной участок № 10, 11) — Общ. кол. хозяйств — 49, Мужчин — 155, Женщин — 162, Обоего пола — 317.
- Хутор № 12, Хутор № 13 (Отрубной участок № 12, 13) — Общ. кол. хозяйств — 35, Мужчин — 111, Женщин — 108, Обоего пола — 219.

## Население
| 2010 |
| ---- |
| 1125 |

## Социальная сфера
В настоящее время на территории Новой Надежды 385 дворов, в которых проживает 1145 человек. Жители села работают в ОАО «Ясиновское», СПК «Украина» и нескольких фермерских хозяйствах.